# Москворечье (платформа)
Москворе́чье — остановочный пункт МЦД-2 Московских центральных диаметров на линии Курского направления Московской железной дороги в Москве. Открыт в 1925 году.
Для пассажиров используются две боковые платформы, связанные между собой надземным пешеходным переходом. На обеих платформах имеются навесы для ожидания поездов. Приём и отправление пригородных электропоездов производится на I и II главные пути. Имеется выход к Каширскому шоссе.
Оборудован двумя билетными кассами: одна расположена напротив спуска к платформе «от Москвы», другая на платформе «к Москве». В 2009 году проведён капитальный ремонт платформ и возведены временные пешеходные мосты. В 2016 году установлены турникеты.

## Движение
На станции останавливаются все электропоезда, кроме экспрессов. Время движения с Курского вокзала — 25 минут. Имеется беспересадочное прямое сообщение на Рижское направление (до 21 ноября 2019 года также с Курского на Смоленское направления МЖД).
Пассажирское сообщение осуществляется электропоездами. Беспересадочное сообщение осуществляется (самые дальние точки): на север — до станций: Волоколамск, Шаховская, на юг — до станции Тула-1 Курская.
Является конечной (для некоторых поездов «к Москве»), но не имеет оборотных тупиков. Электропоезда следуют в депо Перерва (станция Люблино-Сортировочное).

## Наземный общественный транспорт
На этой станции можно пересесть на следующие маршруты городского пассажирского транспорта:
- Автобусы: м83, м84, м86, е85, 770, с823, с827, 838, с848, 899

## Фотогалерея

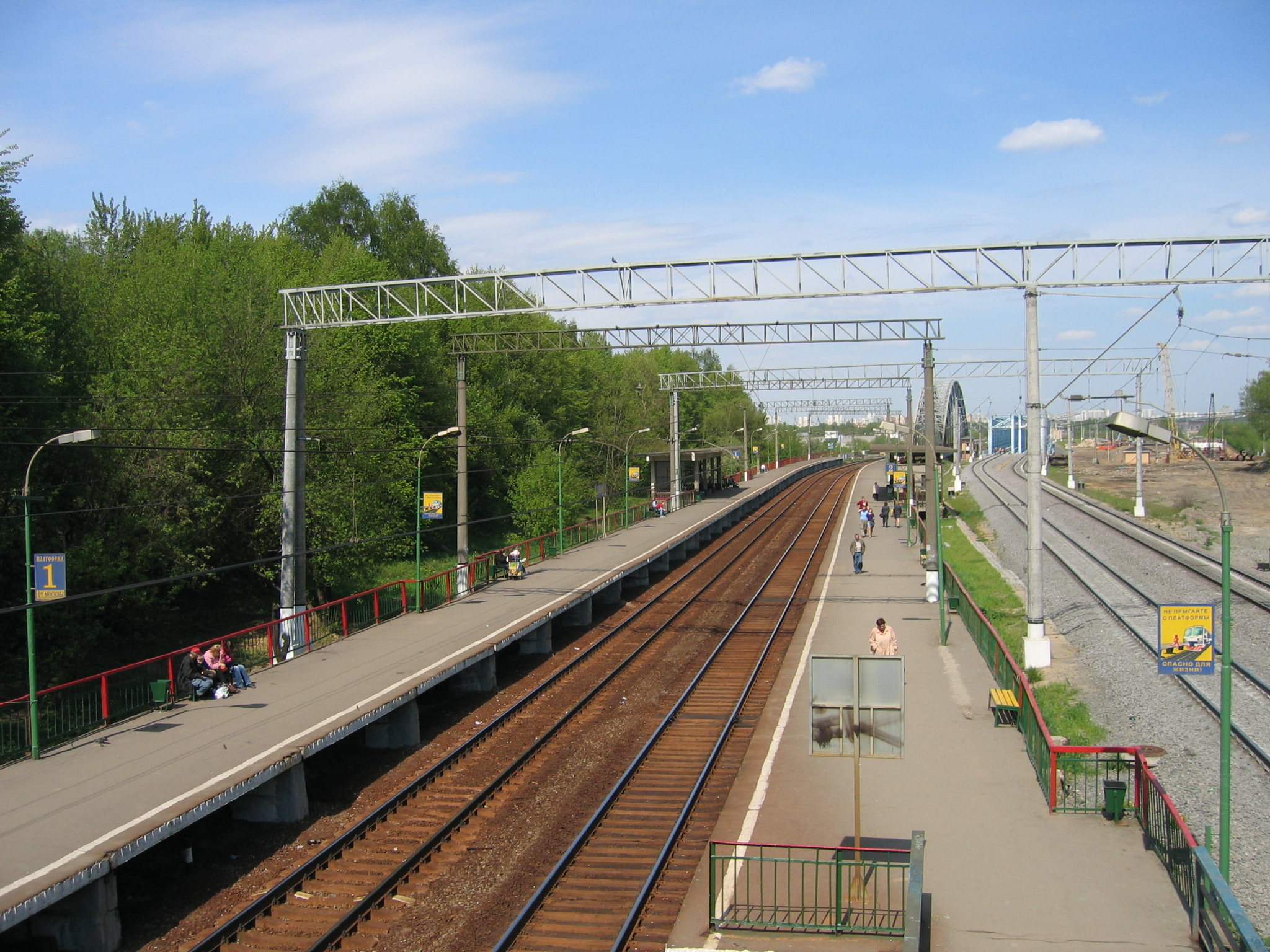
Платформа Москворечье в 2007 году
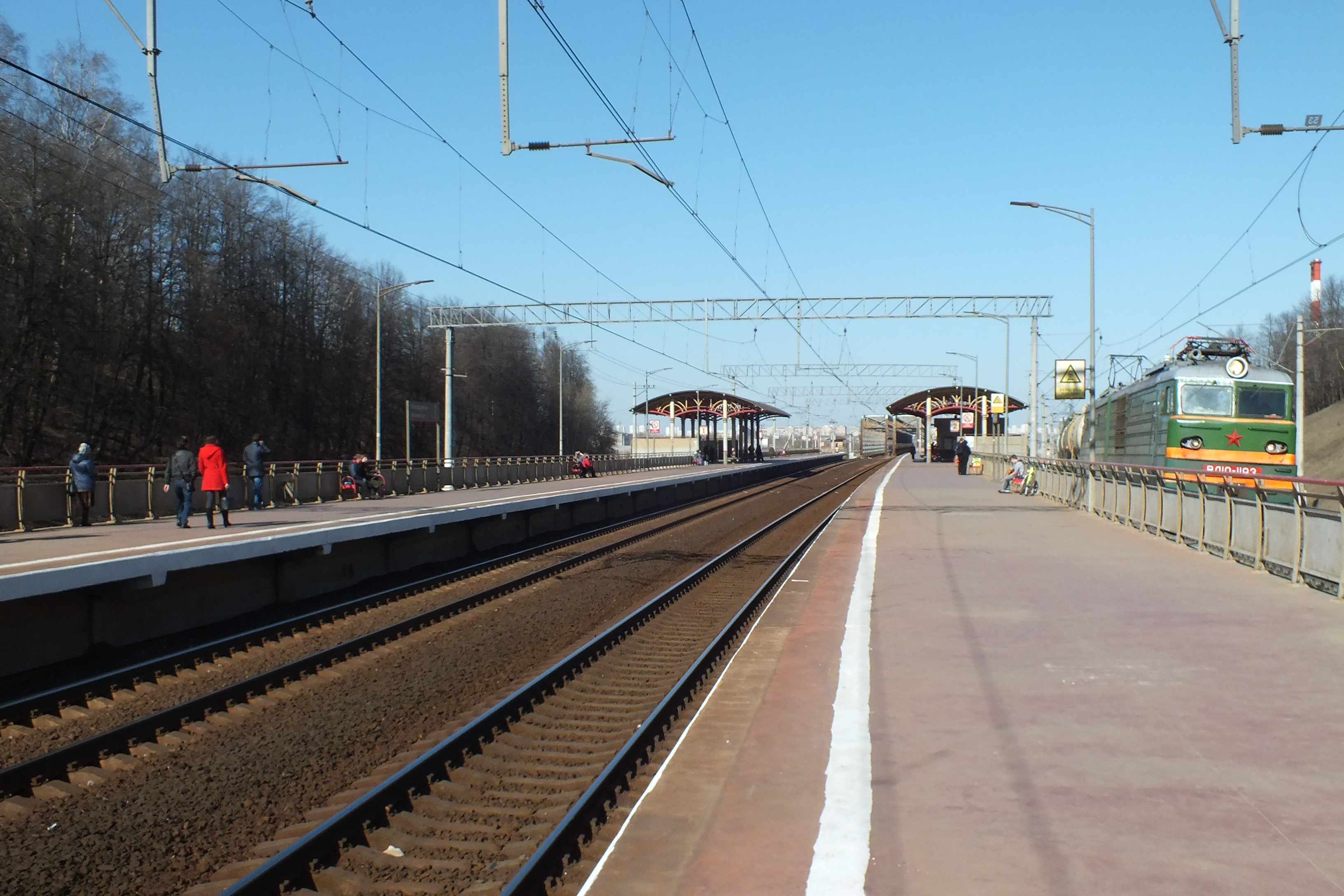
Путь на Москву, в сторону Курского вокзала
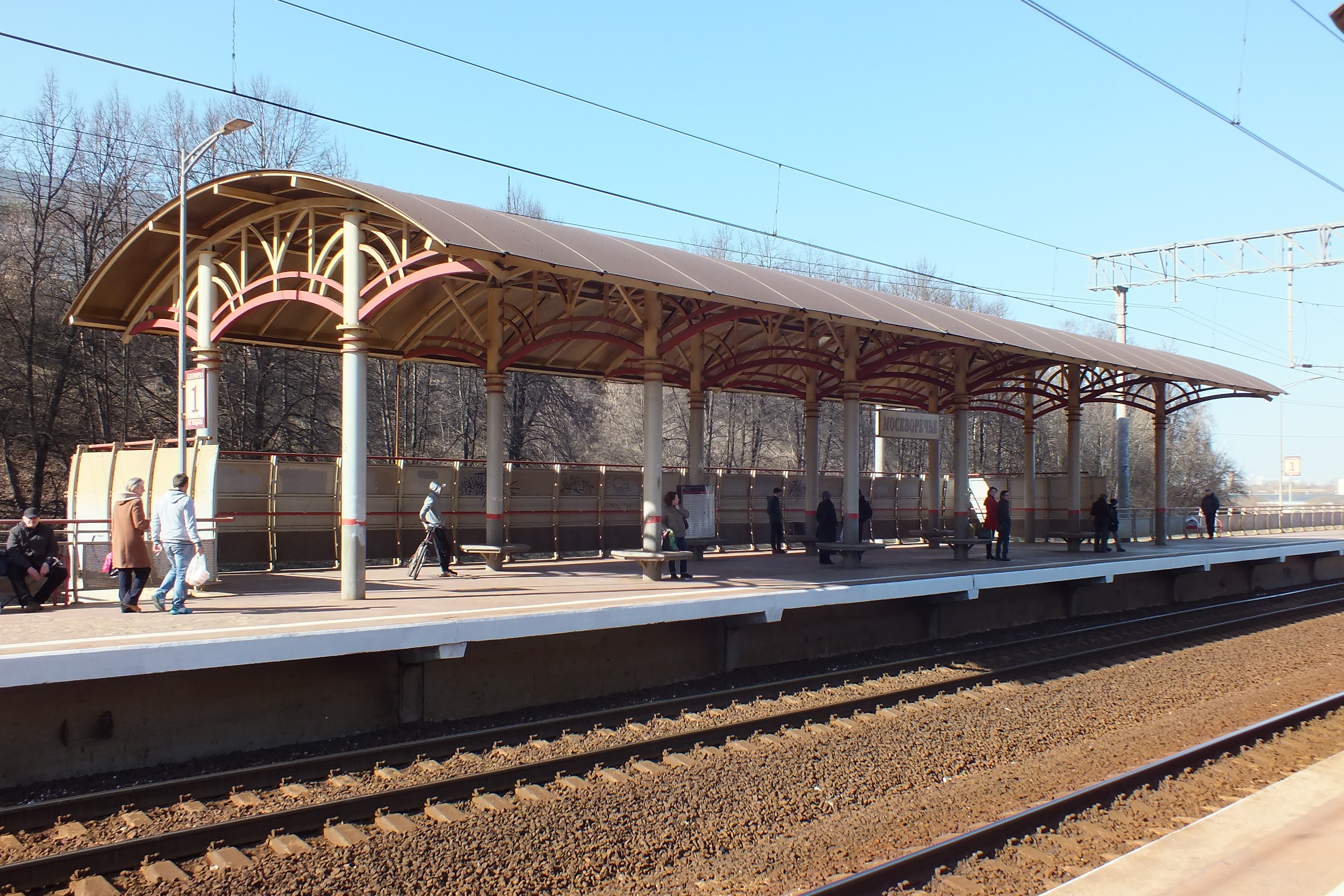
Конструкция (павильон) в центре платформы
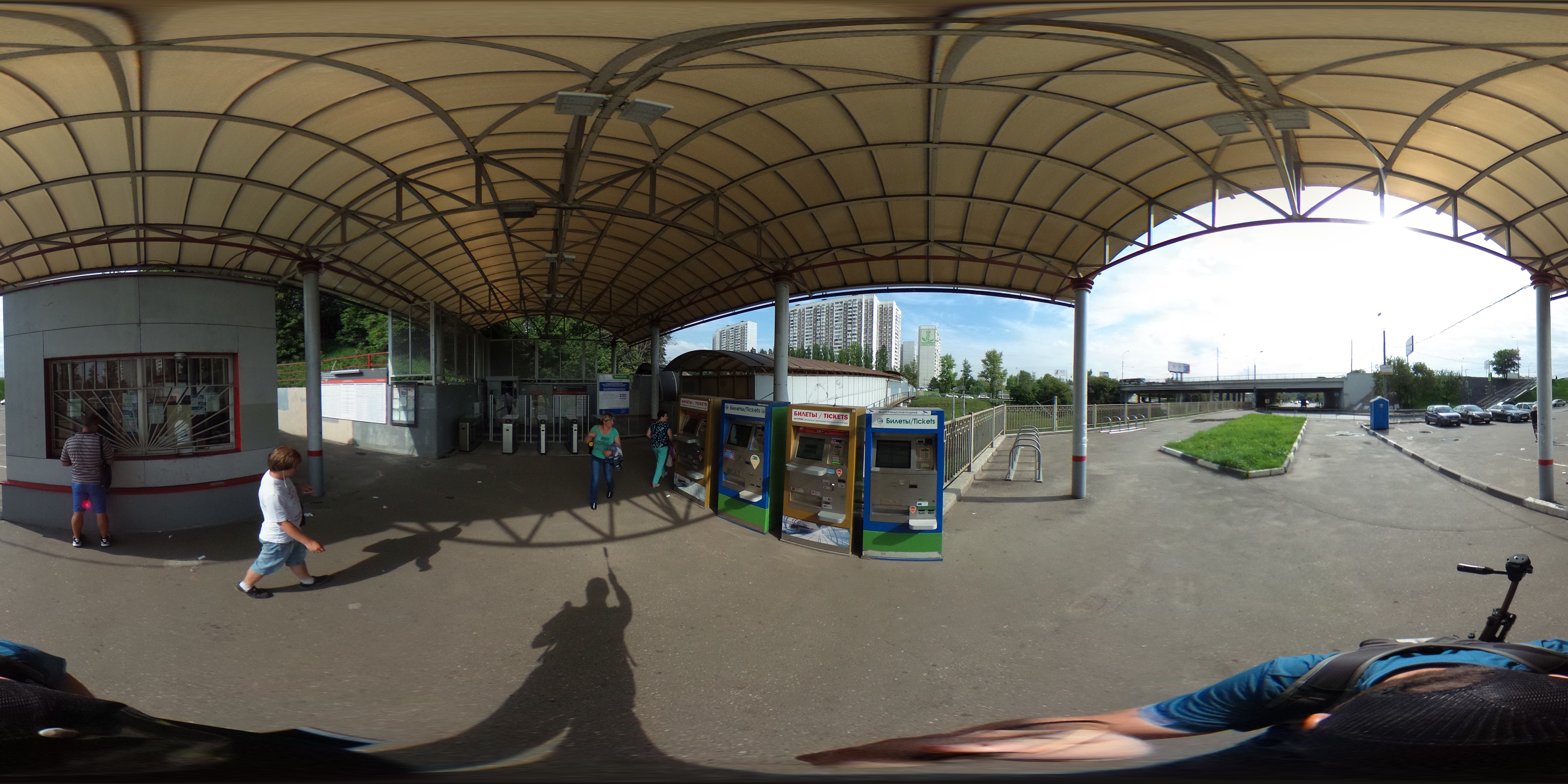